# Grand bouvier suisse
Pour les articles homonymes, voir Bouvier.
Le Grand bouvier suisse (en allemand Grosser Schweizer Sennenhund), est une race de chien de bouvier suisse. C'est l'une des quatre races de bouvier suisse.

## Description
À l’origine, chien de garde et de trait, il est aujourd’hui aussi un chien d’accompagnement, de protection et de famille. C'est un animal calme, équilibré et entièrement dévoué à ses proches. Il est courageux face à des inconnus sans pour autant être agressif. 
Le Grand Bouvier Suisse est le plus grand des 4 bouviers suisses.
|         | Poids      | Taille     |
| ------- | ---------- | ---------- |
| Mâle    | 60 - 70 kg | 65 - 72 cm |
| Femelle | 50 - 60 kg | 60 - 68 cm |

## Histoire
Il semble que cette race soit assez directement issue des chiens qui accompagnaient les légions romaines, notamment lors de la guerre des Gaules. Ces chiens romains servaient à garder les camps et les troupeaux, et ils étaient eux-mêmes probablement issus du dogue du Tibet (c'est aussi le cas d'autre races européennes comme le Rottweiler).
Il fut assez répandu en Suisse, et donna même lieu à une révolte de la part des paysans lorsqu'un édit de la ville de Zurich ordonna de les abattre.
D'autres sources citent le Grand Bouvier Suisse comme étant le descendant du mâtin des bouchers. En effet, défavorisé par sa taille pour la conduite de troupeaux il est cependant bâti pour la traction et tirait les lourdes carcasses de viande. Le Grand Bouvier Suisse a signé son arrivée sur le territoire français très récemment (une vingtaine d'années) et est encore peu répandu. Les adeptes de chiens lui préférant souvent son cousin à l'aspect "nounours", le bouvier bernois.